# Groupe d'action locale
Pour les articles homonymes, voir GAL.
Un groupe d'action locale ou GAL est un ensemble de partenaires socio-économiques privés et publics installés dans des territoires ruraux et chargés de la mise en place d’une stratégie de développement organisée en accord avec le programme européen Leader. Les fonds Leader sont distribués au niveau du GAL.
Le GAL regroupe des élus locaux et des représentants d'établissements publics, des entreprises, des chambres consulaires ou des associations.